# يسبر سفينسون
يسبر سفينسون (بالسويدية: Jesper Svensson)‏ (6 مارس 1990 في السويد - ) هو لاعب كرة قدم سويدي في مركز الوسط. لعب مع نادي جونكوبينغ سودرا ‏.

## وصلات خارجية
- يسبر سفينسون على موقع اتحاد السويد (السويدية)
- يسبر سفينسون على موقع قاعدة بيانات كرة القدم.إي يو (الإنجليزية)
- يسبر سفينسون على موقع Soccerway.com (الإنجليزية)